# 魔術師の一覧
魔術師の一覧（まじゅつしのいちらん）は、実在の（もしくは実在したとされる）魔術師の一覧である。

## 伝説上の魔術師
- ファウスト博士
- マーリン
- ソロモン
- ヘルメス・トリスメギストス
- メルキゼデク
- アロン
- シモン・マグス
- ワイナミョイネン
- ロウヒ
- サタナ
- エンヘドゥアンナ
- ジェディ(en:Dedi)
- キルケー
- パーシパエー
- メーデイア
- アグラオニケ
- モーガン・ル・フェイ
- ヴォルヴァ
- グローア
- スクルド
- アマーギン（英語版）
- カスバド
- ロジェスティラ
- アルチーナ
- モージ
- クドラク
- バーバ・ヤーガ
- ラドカーン
- サンジェルマン伯爵

## 近現代の実在の魔術師
近現代の実在の魔術師、あるいは後に魔術師とみなされるようになった人物。

### フランス
- エリファス・レヴィ：『高等魔術の教理と祭儀』
- スタニスラス・ド・ガイタ侯爵：薔薇十字カバラ会

### イギリス・アイルランド
- アレイスター・クロウリー：黄金の夜明け団（GD）を経てA∴A∴（銀の星）創設。OTO（東方聖堂騎士団）英国支部MMM。
- アーサー・エドワード・ウェイト：GD。
- マグレガー・メイザース：GDの共同創設者、指導者。後にA∴O∴創設。
- ダイアン・フォーチュン：A∴O∴を経て内光協会（I∴L∴）創設。『心霊的自己防衛』、『神秘のカバラー』。
- オースティン・オスマン・スパー：画家。短期間A∴A∴で学ぶ。ケイオスマジックの元祖。
- ケネス・グラント：ニュー・イシス・ロッジ、後のタイフォニアンOTOの首領。
- ウィリアム・バトラー・イェイツ：GD。ノーベル賞詩人。
- W・E・バトラー：内光協会で学ぶ。後にSOL（光の侍従）初代学習主任。
- ピーター・J・キャロル（ピート・キャロル）：ケイオスマジックの代表的創始者。IOT共同創設者。

### その他のヨーロッパ
- テオドル・ロイス：ドイツ。事実上のOTO創設者。
- フランツ・バルドン（バードン）：チェコ。死後、英訳された Initiation Into Hermetics などの三部作で知られるようになった。

### アメリカ
- イスラエル・リガルディー：アレイスター・クロウリーの秘書を経て、GD分派S∴M∴（暁の星）に参入。後に黄金の夜明け団の儀式公開。
- ポール・フォスター・ケース：A∴O∴シカゴ支部を経てBOTA（神殿の建設者）創立。タロット研究で知られる。
- ジャック・パーソンズ：クロウリー系OTOカリフォルニア支部アガペー・ロッジ。ロケット工学者。
- グラディー・マクマートリー：アガペー・ロッジにてOTOに参入。後にカール・ゲルマーの下で休団同然だったクロウリー系OTOを再興し、カリフェイトOTO初代首領となる。
- ミシェル・ベルティオー（マイケル・ベルテアクス）：西洋魔術とヴードゥーを折衷。古代東方聖堂騎士団（OTOA）、黒蛇団。
- チック・シセロ（キケロ）：イスラエル・リガルディーの弟子。オリジナルGDと同名の彼の団体名 The Hermetic Order of the Golden Dawn (HOGD) は米国で商標登録されている。

### オセアニア
- パット・サレスキー（ザレウスキー）：S∴M∴の指導者ロバート・フェルキンがニュージーランド移住後に作ったウォーレ・ラ・テンプルの団員ジャック・テイラーに学ぶ。
- イアン・ブラッケンベリー・チャンネル - 2021年までニュージーランド政府公認の魔法使いだった。

### 日本
- 秋端勉　I∴O∴S∴　創始者

- 黒野 忍

### 伝説上の魔女
- メーデイア
- キルケー

### 古代神学者とされた人物
- ヘルメス・トリスメギストス
- ゾロアスター
- オルフェウス

### 15-16世紀のマグス
- フィチーノ
- ピコ・デラ・ミランドラ
- ヨハンネス・トリテミウス
- ヨーハン・ロイヒリン
- ハインリヒ・コルネリウス・アグリッパ
- ジョン・ディー